# Vindtjärnen
Vindtjärnen är en sjö i Bräcke kommun och Ragunda kommun i Jämtland och ingår i Indalsälvens huvudavrinningsområde. Sjön har en area på 0,114 kvadratkilometer och ligger 342,2 meter över havet. Sjön avvattnas av vattendraget Kvarnån.

## Delavrinningsområde
Vindtjärnen ingår i det delavrinningsområde (699573-148463) som SMHI kallar för Inloppet i Östra Fisksjön. Medelhöjden är 396 meter över havet och ytan är 5,14 kvadratkilometer. Räknas de 2 avrinningsområdena uppströms in blir den ackumulerade arean 34,89 kvadratkilometer. Kvarnån som avvattnar avrinningsområdet har biflödesordning 2, vilket innebär att vattnet flödar genom totalt 2 vattendrag innan det når havet efter 169 kilometer. Avrinningsområdet består mestadels av skog (77 procent). Avrinningsområdet har 0,12 kvadratkilometer vattenytor vilket ger det en sjöprocent på 2,2 procent.